# Chloe Lattanzi
Pour les articles homonymes, voir Lattanzi.
Chloe Rose Lattanzi, née le 17 janvier 1986 à Los Angeles est une chanteuse et actrice américaine.

## Biographie

### Jeunesse
Chloe Lattanzi naît le 17 janvier 1986 à Los Angeles, en Californie. Elle est la fille de la chanteuse et actrice Olivia Newton-John et de l'acteur Matt Lattanzi. L'un de ses arrière-grands-pères maternels est le physicien lauréat du prix Nobel Max Born.
Depuis ses 18 ans, Lattanzi a recours à de nombreuses interventions de chirurgie esthétique.

### Carrière musicale
En 2002, elle joue Chrissy dans une mise en scène de la comédie musicale Hair à Melbourne.
Elle est l'auteure de Can I Trust Your Arms, publié sur l'album phare de sa mère en 2005, Stronger Than Before (en).
En 2008, Lattanzi participe à l'émission de télé-réalité Rock the Cradle (en), terminant à la troisième place[De quoi ?], derrière Jesse Blaze Snider (en) et Crosby Loggins (en).
En octobre 2010, elle sort son premier single Wings and a Gun en version numérique au Japon.

### Vie privée
En 2013, elle est prise en charge pour dépendance à l'alcool et à la cocaïne.
En 2017, elle déménage avec son fiancé James Driskill dans l'Oregon, où ils achètent une ferme et lancent une entreprise vendant du cannabis.

## Discographie

### Albums
| Titre   | Détails                                                         |
| ------- | --------------------------------------------------------------- |
| No Pain | Sortie : octobre 2016 Format : numérique Label : Chloé Lattanzi |

### Singles
| Titre                                                                     | Année | Meilleure position dans le classement musical | Meilleure position dans le classement musical |
| Titre                                                                     | Année | AUS Indie                                     | Dance US                                      |
| ------------------------------------------------------------------------- | ----- | --------------------------------------------- | --------------------------------------------- |
| Wings and a Gun                                                           | 2010  | —                                             | —                                             |
| Play with Me                                                              | 2011  | —                                             | —                                             |
| You Have to Believe (Dave Audé avec Olivia Newton-John et Chloe Lattanzi) | 2015  | —                                             | 1                                             |
| The Window in the Wall (avec Olivia Newton-John)                          | 2021  | 2                                             | —                                             |

## Filmographie
- Paradise Beach (1993) (apparition dans le dernier épisode du feuilleton télévisé australien)
- A Christmas Romance (en)(1994) (téléfilm)
- Mannheim Steamroller - The Christmas Angel: A Story on Ice (1998) (émission télévisée)
- The Enchanted Billabong (1999) (voix dans un long métrage d'animation australien)
- Bette (TV series) (en) (2001) ( épisode : "Volontariat")
- The Wilde Girls (2001) (téléfilm)
- Dead 7 (2016)
- Sharknado 5 : Global Swarming (2017) (téléfilm)
- Dancing with the stars Australie (2020) (présentement)